# 亥角仲蔵
亥角 仲蔵（いすみ ちゅうぞう、1878年（明治11年）3月31日 - 1953年〈昭和28年〉7月19日）は、日本の判事、内務官僚、朝鮮総督府官僚。

## 経歴
京都府出身。1902年（明治35年）、早稲田大学邦語行政科を卒業し、翌年には法政大学を卒業した。福島県事務官、宮崎県事務官、統監府警視、朝鮮総督府警務官・警視、鳥取県内務部長などを歴任。その後、全羅南道知事、全羅北道知事に就任した。
退官後は清津水利組合長、有信鉱業株式会社社長を務めた。

## 親族
- 亥角喜蔵 - 弟[1]。海軍少将。攻玉社中学校校長。